# Lotfi Raïssi
 (août 2012).
Lotfi Raïssi est né le 4 avril 1974.

## Biographie
Autrefois pilote de ligne, puis pilote instructeur, Lotfi Raïssi est accusé d'être à l'origine des attentats de New York et Washington du 11 septembre 2001, plus précisément d'avoir donné des cours à quatre auteur de l'attentat,. 
Il est arrêté à Londres dix jours après l'attentat en compagnie de son épouse française Sonia, hôtesse chez Air France et de son frère Mohamed. Ceux-ci seront assez rapidement libérés, mais Lotfi Raïssi, lui, restera sous l'effet d'une procédure judiciaire. Incarcéré dans la prison de haute sécurité de Belmarsh en Grande-Bretagne, il ne sera finalement libéré qu’après des mois de bataille judiciaire.
Aujourd'hui Lotfi Raïssi partage sa vie entre Alger et Londres. Il a monté la maison d'édition internationale LR éditions. Il a aussi co-écrit avec Salvatore Lombardo le best-seller Le XXe kamikaze n'a jamais existé.  